# 郭廷肇
郭廷肇（1811年—？），字伯端，号啟園，汉军正蓝旗人，清朝政治人物，道光乙未举人，辛丑进士。

## 生平
咸丰五年（1855年）补授山西壶关县知县，后续任洪洞县、偏关县知县;
同治元年（1862年）解职。

## 家族
- 曾祖郭璸；
- 祖郭秉良；
- 父郭綬，公中佐领；
- 妻正蓝旗汉军甘氏，恪敏之女，道光壬午进士書倫之侄女。
- 子雙安。[2]